# Buroli
Buroli (anche in croato Buroli) è un insediamento istriano nel comune di Buie.

## Storia
L'insediamento nacque nell'XI secolo da popolazioni provenienti da Venezia e da tutto il Triveneto iniziarono ad abitare la zona e tra il XVI e XVII e venne abitato anche da famiglie originarie della Dalmazia. Dopo le guerre napoleoniche il paesino passò sotto il dominio dell'Impero austro-ungarico. Successivamente al Trattato di Rapallo Buroli entrò a far parte dell'Italia. Nel 1945 l'insediamento passò sotto il controllo del Territorio Libero di Trieste e successivamente, con l'annessione alla Jugoslavia, fu coinvolto nell'esodo istriano. Nel 1991, in seguito alla disgregazione della Jugoslavia, Buroli passò sotto il dominio della Croazia, della quale fa parte oggigiorno.

## Società

### Evoluzione demografica
| 1880 | 1890 | 1900 | 1910 | 1948 | 1953 | 1961 | 1971 | 1981 | 1991 | 2001 | 2011 |
| 126  | 137  | 178  | 181  | 165  | 115  | 120  | 72   | 66   | 68   | 73   | 73   |